# Historia i teraźniejszość
Historia i teraźniejszość (często określany skrótem – HiT) – obowiązkowy przedmiot dla uczniów polskich szkół ponadpodstawowych, realizowany od 2022. Realizację przedmiotu zakończono we wrześniu 2024.

## Cele
Celem przedmiotu, określonym przez Ministerstwo Edukacji i Nauki, jest rozszerzenie zagadnień dotyczących historii Polski od 1945 do 2015 (Rzeczpospolita Polska [1944–1952], Polska Rzeczpospolita Ludowa [1952–1989] i III Rzeczpospolita Polska [od 1989]), w ramach treści z podstawy programowej dotychczas realizowanych podczas lekcji wiedzy o społeczeństwie w zakresie podstawowym, a przez to lepsze zrozumienie kontekstu historycznego omawianych procesów historyczno-politycznych i społecznych.

## Historia powstania
Pierwsze informacje o nowym przedmiocie pojawiły się w październiku 2021, w wywiadzie ówczesnego ministra edukacji, Przemysława Czarnka, dla tygodnika „Sieci” nt. planowanych zmian w edukacji.

Uczniowie od 1 klas szkół ponadpodstawowych dostaną nowy przedmiot, który będzie nazywał się Historia i teraźniejszość. (...). Zapowiadał to hasłowo prezes Jarosław Kaczyński podczas prezentacji Polskiego Ładu. Niezbędna jest nam nauka historii w nowoczesny sposób, podzielona na historię Polski i historię powszechną. Wierzę, że to będzie „Hit” nie tylko z nazwy.

Rozporządzenie wprowadzające przedmiot do polskiego systemu edukacji zostało podpisane 8 marca 2022. Nowego przedmiotu uczą się uczniowie rozpoczynający edukację w szkołach ponadpodstawowych w roku szkolnym 2022/2023 i następnych, natomiast nauczaniem przedmiotu zajmują się nauczyciele posiadający kwalifikacje do prowadzenia zajęć z wiedzy o społeczeństwie lub historii.

## Program nauczania
Program nauczania przedmiotu historia i teraźniejszość został podzielony na 7 części:
1. Wiedza o podstawach życia społecznego
2. Świat i Polska w latach 1945–1956
3. Świat i Polska w latach 1956–1970
4. Świat i Polska w latach 1970–1980
5. Świat i Polska w latach 1980–1991
6. Świat i Polska w latach 1991–2001
7. Świat i Polska w pierwszych dwóch dekadach XXI wieku.

Przedmiot jest nauczany w wymiarze 3 godzin tygodniowo, rozdzielonych na dwa (liceum ogólnokształcące) lub trzy pierwsze lata (technikum) edukacji oraz w wymiarze 1 godziny tygodniowo w pierwszych klasach szkół branżowych I stopnia.

## Krytyka

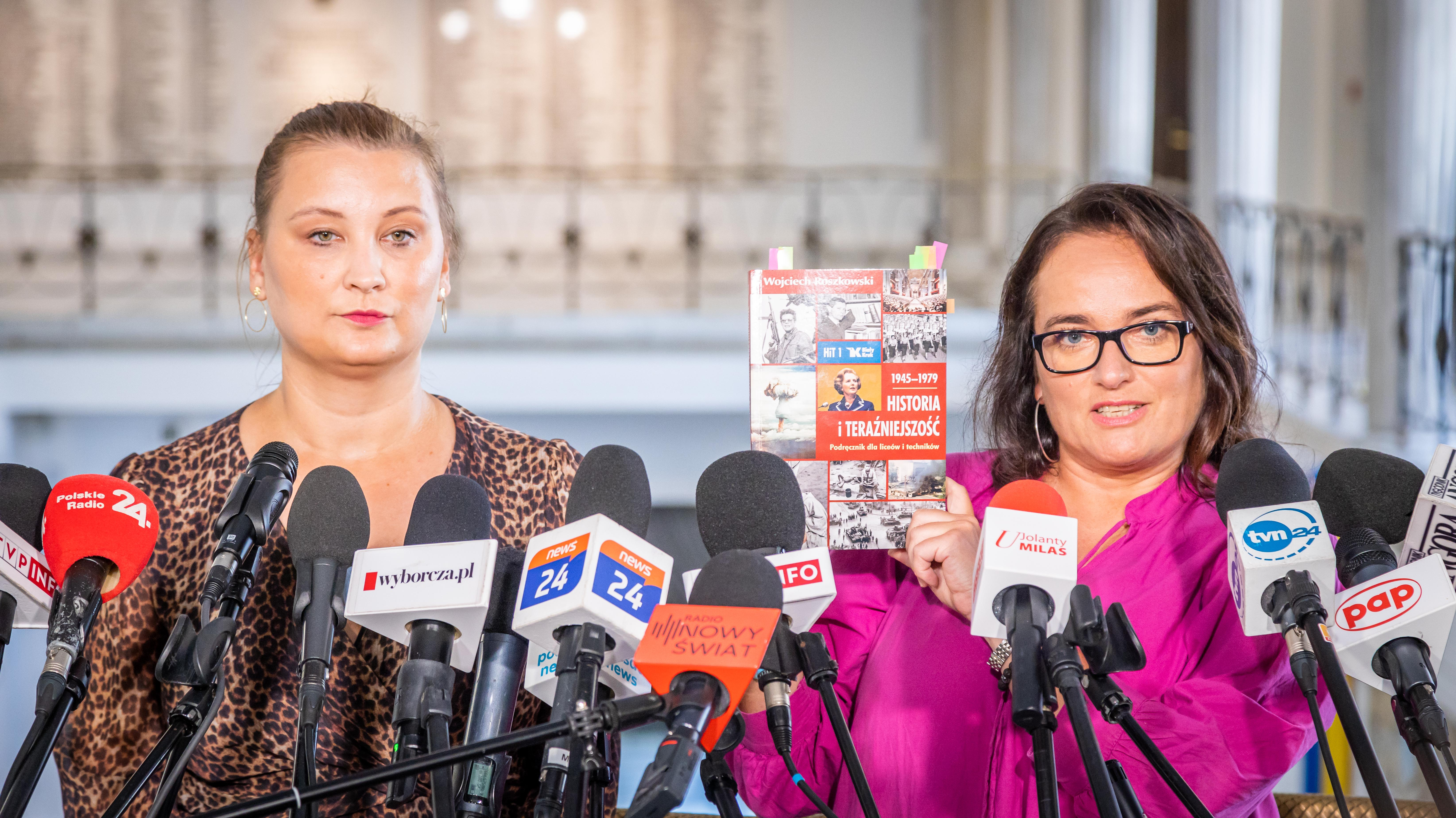
Posłanki Nowej Lewicy Paulina Piechna-Więckiewicz i Anita Kucharska-Dziedzic z podręcznikiem 1945–1979. Historia i teraźniejszość (2022)

Przedmiot Historia i teraźniejszość spotkał się ze sporą krytyką w środowisku nauczycielskim, historycznym i politologicznym, a kontrowersje z nim związane sprawiły, że zaczął być, nawiązując do skrótu nazwy, prześmiewczo nazywany „kitem”. Negatywnie wypowiedziały się o nim m.in.: Polskie Towarzystwo Historyczne, Komitet Nauk Historycznych Polskiej Akademii Nauk oraz Wydział Historii Uniwersytetu Warszawskiego. Krytykowane są przede wszystkim: tempo wprowadzenia przedmiotu do szkół (w ciągu niecałego roku od propozycji, jeszcze w trakcie trwania cyklu reformy edukacji z 2017), podstawa programowa przedmiotu „wprowadzająca nową wersję historii” oraz jej autorzy, związani politycznie z Prawem i Sprawiedliwością. Wiele emocji wywołał także podręcznik 1945–1979. Historia i teraźniejszość autorstwa prof. Wojciecha Roszkowskiego, wydawnictwa Biały Kruk, zawierający kontrowersyjne treści i ilustracje. Pojawiły się liczne opinie i zarzuty, że wprowadzenie HiT-u do podstawy programowej miało na celu indoktrynację uczniów i tworzenie z nich przyszłych wyborców partii politycznej PiS.